# Wielki Tydzień (film)
Wielki Tydzień – polski dramat wojenny z 1995 roku w reżyserii Andrzeja Wajdy. Ekranizacja opowiadania pod tym samym tytułem autorstwa Jerzego Andrzejewskiego.

## Fabuła
Akcja filmu rozgrywa się w 1943 w okupowanej Warszawie. Irena Lilien, młoda Żydówka, ukrywa się u znajomych. Zabrana przez dwóch agentów Gestapo, przekupuje ich. Na ulicy spotyka swojego dawnego narzeczonego, który zabiera ją do swojego mieszkania. Obecność Żydówki rodzi różne postawy wśród Polaków zamieszkujących kamienicę.

## Obsada
- Wojciech Malajkat – Jan Malecki
- Magdalena Warzecha – Anna Malecka
- Beata Fudalej – Irena Lilien
- Cezary Pazura – Józef Piotrowski
- Wojciech Pszoniak – Zamojski
- Bożena Dykiel – Piotrowska
- Agnieszka Kotulanka – Karska
- Artur Barciś – Zaleski
- Tomasz Preniasz-Struś – służący Władek
- Jakub Przebindowski – Julian Malecki
- Krzysztof Stroiński – kolejarz Osipowicz
- Andrzej Brzeski – szef Małeckiego
- Radosław Pazura – szmalcownik
- Paweł Iwanicki – Niemiec eskortujący grupę Żydów